# Creoleon lugdunensis
Creoleon lugdunensis is een insect uit de familie van de mierenleeuwen (Myrmeleontidae), die tot de orde netvleugeligen (Neuroptera) behoort. 
Creoleon lugdunensis is voor het eerst wetenschappelijk beschreven door de Villers in 1789.